# Oedipina motaguae
Oedipina motaguae es una especie de salamandra en la familia Plethodontidae.
Es endémica de Guatemala.

## Distribución y hábitat
Fue únicamente encontrado en el municipio de Gualán, Zacapa, en el oriente de Guatemala.